# Mocedades 2
Mocedades 2, oficialmente titulado Mocedades y también conocido como Más allá es el segundo álbum grabado en 1970 por el grupo vocal español Mocedades. En él participan los 8 miembros de la formación original de Voces y guitarras sin Javier Garay. Es un álbum con música eminentemente tradicional, género con el que Mocedades arrancó en la música y que fue cambiando con el tiempo.
De todos los álbumes de Mocedades, este es el que tiene menos canciones en español, sólo dos, Más allá y Río.
El primer sencillo que se publicó de este álbum fue "Let it be", versión de Los Beatles, y el siguiente "Más allá", canción basada en la Sinfonía del Nuevo Mundo de Antonín Dvořák con letra de Juan Carlos Calderón.
El álbum incluye una canción en griego, "Kean the depsasees", interpretada a dúo por Sergio y Estíbaliz, y la primera canción en euskera grabada por el grupo, "Oi pello pello".

## Canciones
1. "'Más allá"  (4:26)
2. "Amuba kiba"  (3:21)
3. "Peace in the valley"  (3:48)
4. "Go tell it on the mountain"  (2:31)
5. "Just a closer walk with thee"  (2:02)
6. "Let it be"  (4:35)
7. "Río"  (3:25)
8. "The cotton pickers' song"  (2:19)
9. "Kean the depsasees"  (3:49)
10. "Oi pello pello"  (2:09)
11. "I know the Lord laid his hands on me"  (1:51)

- Datos: Q2890827